# Teizmus
A teizmus tágabb értelemben egy Legfelsőbb Lény vagy istenségek létezésébe vetett hit. Szűkebb értelemben olyan világnézet, amely a világot teremtő és gondját viselő Istenbe vetett személyes hitet tartja alapvetőnek; azaz Istent szuverén és személyesen cselekvő lénynek tekinti, de a deizmussal ellentétben hiszi az Ő állandó, aktív jelenlétét a világban.

## Etimológia
Az elnevezés a görög Theós(z) (Θεός) = 'Isten' szóból származik.

## Típusai

### Monoteizmus
Napjaink főbb monoteista (egy-isten hitű) vallásai: kereszténység, judaizmus, iszlám, baha'i, szikhizmus, zoroasztrizmus (mazdaizmus), a drúz vallás, a vietnámi kaodaizmus, továbbá a hinduizmus bizonyos irányzatai.
Az a korábbi elképzelés, amely szerint a egyistenhit az ókorban csak a zsidóknál volt megtalálható, sőt hogy egyenesen ők lettek volna ennek létrehozói, már nem állja meg a helyét. 
A kutatók megállapították, hogy a világ örökkévaló urának képzete az ősi indiaiaknál, kínaiaknál, görögöknél, sőt még egyes természeti népeknél önállóan is előfordult.
Az egyistenhit bizonyított jelei már az ókori Egyiptomban megtalálhatók. Ehnaton fáraó (Kr. e. 1350 körül) nevéhez fűződik az Amarna-reform, mely során Aton istent ruházták fel az egyetlen isten rangjával.

### Politeizmus
A többistenhit vagy politeizmus a több istenből álló panteonok jellemzője. A politeizmus kifejezés a görög  politheosz szóból ered (poli, 'több' + theosz, 'isten'), szabad fordításban több (sok) istent jelent.

### Panteizmus
A panteizmus szintén görög eredetű kifejezés. Olyan tanítás, amely Istent s a világot azonosítja, ellentétben a dualisztikus felfogás minden formájával, amely Istent a világtól megkülönbözteti.

### Panenteizmus
A panenteizmus azt az elgondolást jelöli, amely szerint "a világmindenség" vagy "a minden" Istenben létezik anélkül, hogy Isten és (a) minden, Isten és a világ, Isten és a teremtés egymással azonosíthatók lennének. Míg a panteizmusban Isten azonos a világgal, és nem rajta kívül van, a panenteizmusban Isten része a világ, a világ benne van, Isten a világot nem teremtette, hanem önmagából formálta és tartja fenn.

### Deizmus
A deizmus egy olyan Istenre vonatkozó felfogás, vagy természetes vallási rendszer, amelynek képviselői hisznek ugyan Istenben mint személyesen létező valóságban, és feltételezik, hogy a világot a természeti törvényekkel együtt Isten teremtette, de tagadják, hogy Isten ezen túlmenően együttműködne vagy beavatkozna a teremtésbe, és főképpen tagadják a keresztény értelemben vett természetfeletti kinyilatkoztatást. A deizmus tehát Istent és a világot különválasztja egymástól.

## Fordítás
- Ez a szócikk részben vagy egészben  a   Theism című angol Wikipédia-szócikk fordításán alapul.  Az eredeti cikk szerkesztőit annak laptörténete sorolja fel. Ez a jelzés csupán a megfogalmazás eredetét és a szerzői jogokat jelzi, nem szolgál a cikkben szereplő információk forrásmegjelöléseként.